# Pedicia kuwayamai
Pedicia kuwayamai är en tvåvingeart som beskrevs av Alexander 1966. Pedicia kuwayamai ingår i släktet Pedicia och familjen hårögonharkrankar. Inga underarter finns listade i Catalogue of Life.